# غوستافو سالسيدو
غوستافو سالسيدو (بالإسبانية: Gustavo Salcedo)‏ هو سباح مكسيكي، ولد في 31 مارس 1952.

## روابط خارجية
- غوستافو سالسيدو على موقع الاتحاد الدولي للسباحة (الإنجليزية)
- غوستافو سالسيدو على موقع أوليمبيديا (الإنجليزية)